# أوتار ودموع
أوتار ودموع مسلسل تلفزيوني عراقي.

## الممثلون
- طه سالم
- ابتسام فريد
- يوسف العاني
- طه علوان
- بهجت الجبوري
- رياض شهيد
- سامي عبد الحميد
- تمارا محمود
- سمر محمد
- عبد الجبار الشرقاوي
- لمياء بدن
- وفاء حسين
- ستار خضير